# Celastrina sikkima
Celastrina sikkima är en fjärilsart som beskrevs av Moore 1883. Celastrina sikkima ingår i släktet Celastrina och familjen juvelvingar. Inga underarter finns listade i Catalogue of Life.